# Sergio Garavini
Andrea Sergio Garavini (Turín, 18 de mayo de 1926 - Roma, 7 de septiembre de 2001) fue un sindicalista y político italiano. En 1991 fue entre los fundadores del Partido de la Refundación Comunista, del que fue elegido como primer secretario general.

## Biografía
Garavini nació en el seno de una familia de la burguesía industrial turinesa. Sin embargo, en 1948 se afilió al Partido Comunista Italiano (PCI), por el que fue elegido como concejal de la ciudad de Turín y diputado del Parlamento de la República Italiana. Además, fue miembro del Comité Central y representante del ala más izquierdista del Partido.
Ocupó varios puestos de dirección en el sindicato CGIL: secretario regional en Piamonte, secretario de los trabajadores textiles y de los trabajadores del metal, secretario general. Fue miembro del Consejo Nacional de la Economía y del Trabajo (CNEL).
En 1991, se opuso a la disolución del PCI y fue cofundador del Partido de la Refundación Comunista (PRC). En mayo del mismo año fue elegido como el primer secretario general del nuevo partido. En desacuerdo con la línea de Armando Cossutta, presidente del PRC, Garavini dimitió en junio de 1993.
En 1995, fue uno de los catorce diputados disidentes del PRC que estuvieron a favor del voto de confianza al gobierno de Lamberto Dini, posicionándose en contra del nuevo secretario general, Fausto Bertinotti. De este conflicto se produjo la escisión que llevó al nacimiento del Movimiento de los Comunistas Unitarios (MCU). En el mismo año, Garavini se convirtió en el presidente de la Associazione nazionale per la sinistra, cargo que mantuvo hasta su muerte, sucedida en 2001.

## Obras
- Gli anni duri alla FIAT: la resistenza sindacale e la ripresa, Turín, Einaudi, 1974 (con Emilio Pugno).
- Le ragioni di un comunista. Scritti e riflessioni sullo scioglimento del PCI e sulla nascita di una nuova forza comunista in Italia, Roma, Datanews, 1991.
- Ripensare l’illusione. Una prospettiva dalla fine del secolo, Soveria Mannelli, Rubbettino, 1993.